# Copertura dei vertici
In teoria dei grafi, si dice copertura dei vertici o copertura tramite vertici (in inglese vertex cover) o copertura per nodi, un sottoinsieme {\displaystyle S} dei nodi di un grafo {\displaystyle G=(V,E)} tale che tutti gli archi in {\displaystyle E} abbiano almeno un estremo in {\displaystyle S}. Il problema di determinare la più piccola copertura tramite vertici di un grafo (detto problema di copertura dei vertici) è un noto problema di ottimizzazione, studiato in teoria della complessità come esempio di problema NP-completo.